# Naš jezik
Naš jezik je tiskovina moliških Hrvata, glasnik.
Izlazio je u Rimu od 1967. do 1970. godine.

## Vanjske poveznice
- Bibliografija Hrvatske revije[neaktivna poveznica] Slava Žic-Buj: Molisanski Hrvati : povodom izlaska glasnika molisanskih Hrvata "Naš jezik"